# مقاطعة آزادشهر
مقاطعة آزادشهر (بالفارسية: شهرستان آزادشهر) هي إحدى مقاطعات محافظة غلستان في إيران. عاصمة المقاطعة هي آزادشهر. حسب تعداد 2006، بلغ عدد السكان 88,251 نسمة في 21,188 عائلة.